# Птичий камень
Птичьи камни, англ. Bird stones — доисторические, абстрактные резные каменные изображения индейцев северо-востока США. Обычно помещались в могилу и, по-видимому, играли церемониальную роль.
Точное назначение «птичьих камней» неизвестно. В большинстве таких камней имеется небольшое отверстие, просверленное в основании шейки, и ещё одно — в задней части, предположительно для монтажа. Согласно некоторым теориям, «птичьи камни» надевались на атлатль (короткий шест, используемый для метания копья), в дополнение к своему церемониальному предназначению.
К настоящему времени найдено несколько тысяч «птичьих камней», в основном к востоку от Миссисипи, прежде всего на территории штатов Нью-Йорк, Огайо, Мичиган и Висконсин. Длина камней колеблется от 8 до 15 см, стили весьма разнообразны. Большинство таких каменных изображений выполнены из серовато-зелёного сланца.